# Oscar Bomanson
Karl Oscar Bomanson (né le 9 septembre 1869 à Saltvik – mort le 29 août 1938 à Saltvik) est un architecte finlandais,.

## Ouvrages
- Koitto, Vyökatu 8 - Luotsikatu 18, Helsinki[3]
- Maison du Commerce, Tampere 1899[4]
- 1900, Pavillon de l'esker, Heinola
- Maarianhaminan kylpylähotelli 1900, incendié en 1916[5]
- Lilla Olofsborg Kauppiaankatu 5 - Katajanokankatu 2, Helsinki 1906[6],[7]
- Johanneksentie 4, Helsinki 1906[6],[8]
- Iso Roobertinkatu 1 - Yrjönkatu 6, Helsinki 1907[6],[9]
- Punavuorenkatu 1, Helsinki 1907[6],[10]
- Johanneksentie 6, Helsinki 1908[6],[11]
- École du Kallio, Helsinki 1910[6]
- Satamakatu 4 - Kanavaranta 15, Helsinki 1913 [12],[13]
- Trollius Rehbinderintie 1 - Laivurinkatu 4-6, Helsinki 1914[14]
- Mariankatu 13a - Kirkkokatu 7, Helsinki 1914[15]

## Galerie

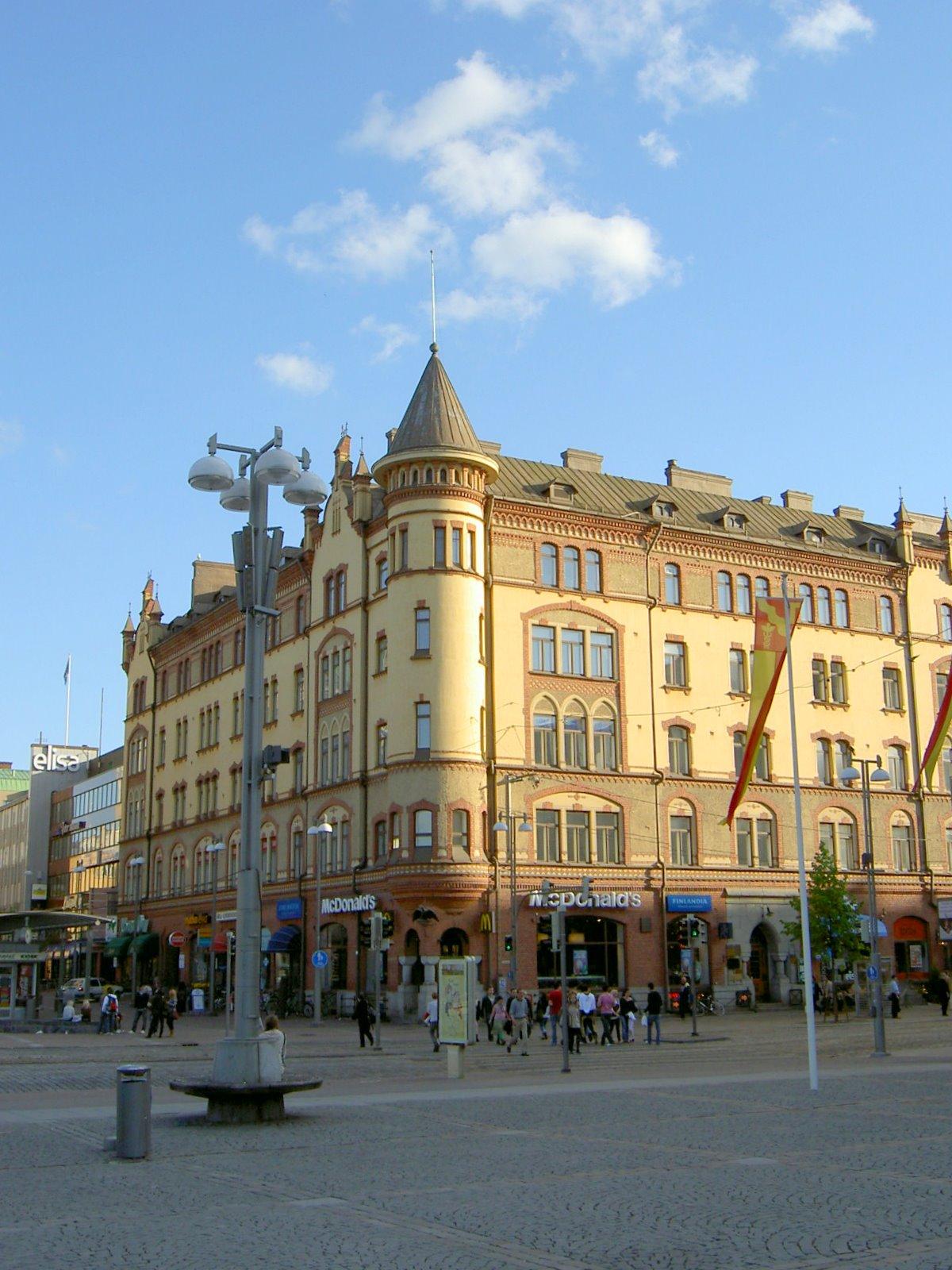
Maison du Commerce
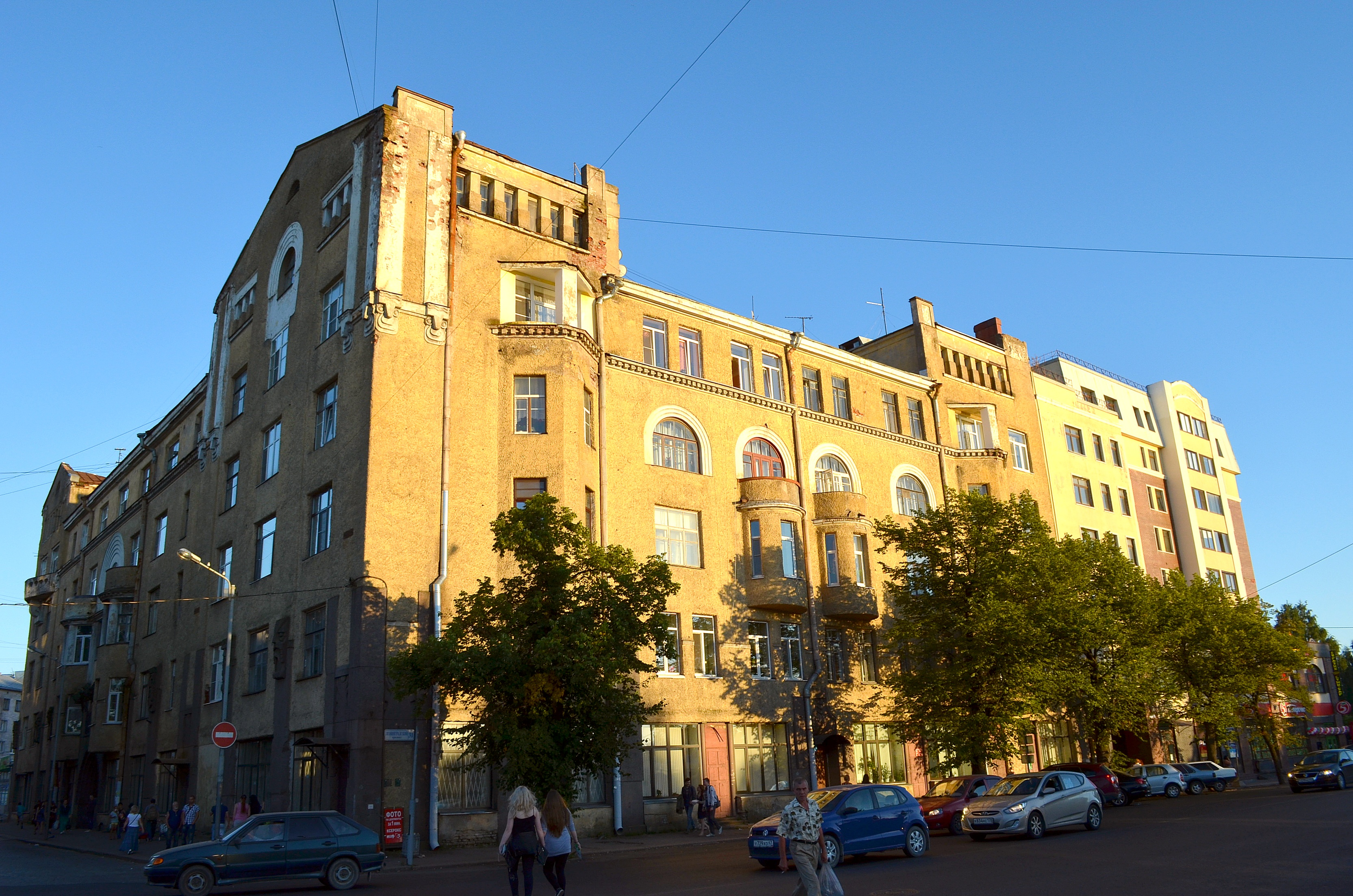
Immeuble Pietinen , Viipuri